# Простір Блау
Простір Блау складається з багатовимірної системи координат, у якій соціально-демографічні змінні розглядаються як розмірності. Усі соціально-демографічні характеристики є потенційними елементами простору Блау, включаючи неперервні характеристики такі, як вік, роки навчання, доходи, географічне положення тощо. Крім того, категоріальні змінні соціально-демографічних характеристик таких, як раса, стать, релігія, місце народження і т. д. також є розмірностями Блау. «Простір Блау» — це теоретична конструкція, розроблена Міллером Макферсоном і названа на честь Пітера Блау. Пізніше даний простір був вдосконалений власне Міллером Макферсоном та Рейнджер-Муром.
Основним у просторі Блау є принцип гомофілії, який стверджує, що інформаційний потік від особи до особи є спадною функцією відстані в просторі Блау. Особливо малоймовірна взаємодія осіб, що розташовані на великій відстані в просторі Блау, що в свою чергу створює умови для соціальних відмінностей будь-якої характеристики, яка передається через соціальну комунікацію. Таким чином, принцип гомофілії локалізує спілкування в просторі Блау, що в свою чергу веде до розвитку соціальних ніш для людської діяльності та соціальних організацій.
Незважаючи на те, що ідея з Простором Блау була розроблена за для розгляду окремих осіб, вона поширювалася на контекст міст (й інших міських одиниць) у «Конструюванні простору Блауюрбана».